# They Didn't Expect - Ne Zhdali
|  | Denne artikel er oprettet af botten PalnaBot ud fra en ekstern database. Den kan derfor have sproglige fejl eller mangler. Denne skabelon kan fjernes efter kontrol af indholdet. |

They Didn't Expect - Ne Zhdali er en dokumentarfilm instrueret af Jeanette Schou efter manuskript af Jeanette Schou, Jørgen Lyd.

## Handling
Et musikalsk portræt af gruppen Ne Zhdali. Musikerne er russere men født og opvokset i Estland. Deres musik er unik, en fusion af rock, punk, free-jazz og sovjetiske popsange fra 50'erne til 70'erne, tilsat et udvalg af horn, reminiscenser fra 2 års tjeneste i et militærorkester. Kompromiløse og charmerende rejser de fra øst til vest. Indeholder 3 selvstændige musikvideoer.